# Simple Things (Zero 7)
Simple Things, pubblicato nel 2001, è il primo album del gruppo musicale inglese Zero 7.

## Tracce
1. I Have Seen – 5:06
2. Polaris – 4:48
3. Destiny – 5:37
4. Give it Away – 5:17
5. Simple Things – 4:24
6. Red Dust – 5:40
7. Distractions – 5:16
8. In the Waiting Line – 4:32
9. Out of Town – 4:47
10. This World – 5:36
11. Likufanele – 6:24
12. End Theme – 3:38